# Митохондриальная рибосома

Диаграмма, показывающая мтДНК (кольцевая) и митохондриальные рибосомы среди других структур митохондрии.

Митохондриальная рибосома, или миторибосома, представляет собой белковый комплекс, активный в митохондриях и функционирующий как рибопротеин для трансляции митохондриальных мРНК, закодированных в мтДНК. Миторибосома прикреплена к внутренней митохондриальной мембране. Миторибосомы, как и цитоплазматические рибосомы, состоят из двух субъединиц — большой (mt-LSU) и малой (mt-SSU). Миторибосомы состоят из нескольких специфических белков и меньшего количества рРНК. В то время как митохондриальные рРНК кодируются в митохондриальном геноме, белки, составляющие миторибосомы, кодируются в ядре и собираются цитоплазматическими рибосомами перед имплантацией в митохондрии.

## Функция
Митохондрии содержат около 1000 белков у дрожжей и 1500 белков у человека. Однако только 8 и 13 белков закодированы в митохондриальной ДНК дрожжей и человека соответственно. Большинство митохондриальных белков синтезируются с помощью цитоплазматических рибосом. Белки, являющиеся ключевыми компонентами цепи переноса электронов, транслируются в митохондриях.

## Структура
Миторибосомы млекопитающих имеют малые 28S и большие 39S субъединицы, вместе образующие миторибосому 55S. Миторибосомы растений имеют малые 33S и большие 50S субъединицы, вместе образующие миторибосому 78S.
Миторибосомы животных имеют только две рРНК, 12S (SSU) и 16S (LSU), обе сильно минимизированы по сравнению с их более крупными гомологами. Большинство эукариот используют миторибосомную РНК 5S, за исключением животных, грибов, альвеолят и эвгленозоев. Было разработано множество методов, чтобы заполнить пробел, оставленный недостающим 5S, при этом животные кооптируют Mt-tRNA (Val у позвоночных).

## Сравнение с другими рибосомами
Как и сами митохондрии, митохондриальные рибосомы произошли от бактериальных рибосом. Однако по мере эволюции митохондрий между ними наблюдалось значительное расхождение, что привело к различиям в их конфигурации и функциях. В конфигурацию миторибосомы входят дополнительные белки как в ее большую, так и в малую субъединицы. Функционально миторибосомы гораздо более ограничены в белках, которые они транслируют, производя только несколько белков, используемых в основном в митохондриальной мембране. Ниже приведена таблица, показывающая некоторые свойства различных рибосом:
|                                    | Бактерии      | Цитозольные (эукариоты) | Митохондрии млекопитающих | Дрожжевые митохондрии | Митохондрии растений |
| ---------------------------------- | ------------- | ----------------------- | ------------------------- | --------------------- | -------------------- |
| Коэффициент седиментации (LSU/SSU) | 70С (50С/30С) | 80С (60С/40С)           | 55С (39С/28С)             | 74С (54С/37С)         | ~ 80 с               |
| Количество белков (LSU/SSU)        | 54 (33/21)    | 79-80 (46-47/33)        | 80 (50/30)                | 84 (46/38)            | 68-80                |
| Количество рРНК (LSU/SSU)          | 3 (2/1)       | 4 (3/1)                 | 3 (2/1)                   | 2 (1/1)               | 3 (2/1)              |

## Заболевания
Поскольку миторибосома отвечает за производство белков, необходимых для цепи переноса электронов, сбои в работе миторибосомы могут привести к метаболическим заболеваниям. У людей заболевание особенно проявляется в энергозависимых органах, таких как сердце, мозг и мышцы. Заболевание возникает либо в результате мутаций митохондриальной рРНК, либо в генах, кодирующих миторибосомальные белки. В случае мутации миторибосомных белков наследственность заболевания следует менделевскому типу наследования, поскольку эти белки кодируются в ядре. С другой стороны, поскольку митохондриальная рРНК кодируется в митохондриях, мутации в рРНК наследуются по материнской линии. Примеры заболеваний у людей, вызванных этими мутациями, включают синдром Ли, глухоту, неврологические расстройства и различные кардиомиопатии. У растений мутация в миторибосомных белках может привести к задержке роста и нарушению роста листьев.

## Гены
Номенклатура митохондриальных рибосомных белков обычно соответствует номенклатуре бактерий, с дополнительными номерами, используемыми для митохондриально-специфических белков.
- MRPS1, MRPS2, MRPS3, MRPS4, MRPS5, MRPS6, MRPS7, MRPS8, MRPS9, MRPS10, MRPS11, MRPS12, MRPS13, MRPS14, MRPS15, MRPS16, MRPS17, MRPS18, MRPS19, MRPS20, MRPS21, MRPS22, MRPS23, MRPS24, MRPS25, MRPS26, MRPS27, MRPS28, MRPS29, MRPS30, MRPS31, MRPS32, MRPS33, MRPS34, MRPS35
- MRPL1, MRPL2, MRPL3, MRPL4, MRPL5, MRPL6, MRPL7, MRPL8, MRPL9, MRPL10, MRPL11, MRPL12, MRPL13, MRPL14, MRPL15, MRPL16, MRPL17, MRPL18, MRPL19, MRPL20, MRPL21, MRPL22, MRPL23, MRPL24, MRPL25, MRPL26, MRPL27, MRPL28, MRPL29, MRPL30, MRPL31, MRPL32, MRPL33, MRPL34, MRPL35, MRPL36, MRPL37, MRPL38, MRPL39, MRPL40, MRPL41, MRPL42
- рРНК: MT-RNR1, MT-RNR2, MT-TV (митохондриальная)

## Использованная литература
1. 1 2 3 4 5 6 7  Structure and Function of the Mitochondrial Ribosome. Annual Review of Biochemistry. 85 (1): 103–132. June 2016. doi:10.1146/annurev-biochem-060815-014343. PMID 27023846.
2. 1 2  Ribosome. The structure of the human mitochondrial ribosome. Science. 348 (6230): 95–98. April 2015. doi:10.1126/science.aaa1193. PMID 25838379.
3. 1 2 3  Mitochondrial ribosomal proteins: candidate genes for mitochondrial disease. Genetics in Medicine. 6 (2): 73–80. March 2003. doi:10.1097/01.GIM.0000117333.21213.17. PMID 15017329.
4. ↑  Cooperation of protein machineries in mitochondrial protein sorting. Biochimica et Biophysica Acta (BBA) - Molecular Cell Research. 1853 (5): 1119–1129. May 2015. doi:10.1016/j.bbamcr.2015.01.012. PMID 25633533.
5. ↑  Evolutionary Inference across Eukaryotes Identifies Specific Pressures Favoring Mitochondrial Gene Retention. Cell Systems. 2 (2): 101–111. February 2016. doi:10.1016/j.cels.2016.01.013. PMID 27135164.
6. ↑  Why do our cell's power plants have their own DNA?. Science. 2016. doi:10.1126/science.aaf4083.
7. 1 2 3  Ribosome. The complete structure of the 55S mammalian mitochondrial ribosome. Science. 348 (6232): 303–308. April 2015. doi:10.1126/science.aaa3872. PMID 25837512.
8. 1 2  The Protein Biosynthetic Machinery of Mitochondria. 1 января 2016. pp. 545–554. doi:10.1016/b978-0-12-394447-4.10066-5. ISBN 978-0-12-394796-3.
9. ↑  Ribosome. The complete structure of the 55S mammalian mitochondrial ribosome. Science. 348 (6232): 303–308. April 2015. doi:10.1126/science.aaa3872. PMID 25837512.
10. ↑  Widespread occurrence of organelle genome-encoded 5S rRNAs including permuted molecules. Nucleic Acids Research. 42 (22): 13764–13777. December 2014. doi:10.1093/nar/gku1266. PMID 25429974.
11. ↑  Structure of the large ribosomal subunit from human mitochondria. Science. 346 (6210): 718–722. November 2014. Bibcode:2014Sci...346..718B. doi:10.1126/science.1258026. PMID 25278503. {{cite journal}}: Недопустимый |display-authors=6 (справка)
12. 1 2  Structure and Function of the Mitochondrial Ribosome. Annual Review of Biochemistry. 85 (1): 103–132. June 2016. doi:10.1146/annurev-biochem-060815-014343. PMID 27023846.
13. 1 2 3 4 5 6 7 8  Mitochondrial ribosome assembly in health and disease. Cell Cycle. 14 (14): 2226–2250. 18 июля 2015. doi:10.1080/15384101.2015.1053672. PMID 26030272.
14. 1 2  Emerging Roles of Mitochondrial Ribosomal Proteins in Plant Development. International Journal of Molecular Sciences. 18 (12). December 2017. doi:10.3390/ijms18122595. PMID 29207474.{{cite journal}}:  Википедия:Обслуживание CS1 (не помеченный открытым DOI) (ссылка)
15. ↑  Mitochondrial ribosomal proteins: candidate genes for mitochondrial disease. Genetics in Medicine. 6 (2): 73–80. March 2003. doi:10.1097/01.GIM.0000117333.21213.17. PMID 15017329.

## Дальнейшее чтение
- Structure and Function of the Mitochondrial Ribosome. Annual Review of Biochemistry. 85: 103–132. June 2016. doi:10.1146/annurev-biochem-060815-014343. PMID 27023846.